# Camarles
Camarles település Spanyolországban, Tarragona tartományban. Camarles Tortosa, Deltebre, L'Ampolla és L'Aldea községekkel határos. Lakosainak száma 3392 fő (2024).

## Népesség
A település népessége az elmúlt években az alábbi módon változott:
| Lakosok száma | 2821 | 2937 | 3279 | 3479 | 3617 | 3628 | 3349 | 3278 | 3220 | 3392 |
|               | 1981 | 2001 | 2005 | 2007 | 2010 | 2013 | 2016 | 2018 | 2021 | 2024 |